# Mozambik na Letnich Igrzyskach Olimpijskich 1988
Mozambik na Letnich Igrzyskach Olimpijskich 1988 reprezentowało 8 zawodników: sześciu mężczyzn i dwie kobiety. Był to 3 start reprezentacji Mozambiku na letnich igrzyskach olimpijskich.

## Skład kadry

### Boks
Mężczyźni
- Archer Fausto - kategoria musza (-51 kg) - odpadł w pierwszej rundzie (33. miejsce)
- Alberto Machaze - kategoria kogucia (-54 kg) - odpadł w trzeciej rundzie (9. miejsce)
- Lucas Sinoia - kategoria półśrednia (-67 kg) - odpadł w drugiej rundzie (17. miejsce)

### Lekkoatletyka
Mężczyźni
- Paulo Noronha - trójskok - odpadł w eliminacjach (38. miejsce)
- Jaime Rodrigues - bieg na 400 m - odpadł w eliminacjach

Kobiety
- Maria Mutola - bieg na 800 m - odpadła w eliminacjach

### Pływanie
Mężczyźni
- Sergio Fafitine

50 m stylem dowolnym - odpadł w eliminacjach (59. miejsce)
100 m stylem dowolnym - odpadł w eliminacjach (67. miejsce)
100 m stylem motylkowym - odpadł w eliminacjach (46. miejsce)
Kobiety
- Carolina Araujo

50 m stylem dowolnym - odpadła w eliminacjach (48. miejsce)
100 m stylem dowolnym - odpadła w eliminacjach (53. miejsce)
100 m stylem grzbietowym - odpadła w eliminacjach (40. miejsce)